# Saison 2 de Don't Trust the B---- in Apartment 23
Chronologie
Saison 1
Cet article présente le guide de la deuxième saison de la série télévisée Don't Trust the B---- in Apartment 23.

## Généralités
- Parmi les treize épisodes produits lors de la saison 1, seules 7 épisodes ont été diffusés. Les 6 autres épisodes ont ensuite été diffusés lors de cette saison.
- Ray Ford, qui interprète le rôle de Luther, l'assistant de James, a été promu comme personnage principal[1], tandis que Liza Lapira, qui interprétait le rôle de Robin, a été relégué aux personnages récurrents[2].

## Distribution

### Acteurs principaux
- Krysten Ritter : Chloe
- Dreama Walker : June
- Michael Blaiklock : Eli
- Eric Andre : Mark Reynolds
- Ray Ford : Luther
- James Van Der Beek : lui-même

### Acteurs récurrents
- Liza Lapira : Robin
- Angelique Cabral[3] : Fox Paris

## Invités
- Busy Philipps[4] : elle-même (épisode 1)
- Frankie Muniz[5] : lui-même (épisode 1)
- Mark-Paul Gosselaar[5] : lui-même (épisode 1)
- Ben Lawson[6] : Benjamin (épisode 2)
- Kyle Howard (en)[7] : Daniel (épisode 11)
- Richard Dean Anderson : lui-même[8] (épisode 19)

## Épisodes

### Épisode 1:Le roi James
- États-Unis /  Canada : 23 octobre 2012 sur ABC[9] / Citytv[10]
- France : 4 janvier 2014 sur June[11]
- Belgique : 20 octobre 2014 sur RTL TVI[12]

- États-Unis : 4,2 millions de téléspectateurs[13] (première diffusion)

- Busy Philipps (Elle-même)
- Frankie Muniz (Lui-même)
- Mark-Paul Gosselaar (Lui-même)
- Joel Spence (Donnie Jarvis)
- Jennifer Marsala (Celeste)
- Sally DiGirolamo (Tori)
- Julia Cho (Margaret)
- Nick Endres (Hansel)

### Épisode 2:La romance d'halloween
- Canada : 29 octobre 2012 sur Citytv[14]
- États-Unis : 30 octobre 2012 sur ABC
- France : 4 janvier 2014 sur June
- Belgique : 21 octobre 2014 sur RTL TVI

- États-Unis : 3,25 millions de téléspectateurs[15] (première diffusion)

- Ben Lawson (Benjamin)
- John Gemberling (Zonk)
- Celia Finkelstein (Abeille)
- Yolanda Pecoraro (la fille déguisée en lapin)

### Épisode 3:L'homme le plus sexy de l'année
- Canada : 12 novembre 2012 sur Citytv
- États-Unis : 13 novembre 2012 sur ABC
- France : 4 janvier 2014 sur June
- Belgique : 22 octobre 2014 sur RTL TVI

- États-Unis : 3,1 millions de téléspectateurs[16]

- Eve Gordon (Connie Colburn)
- Peter Mackenzie (Donald Colburn)
- Kimmy Gatewood (Carol)
- Nefetari Spencer (Liz Sporkin, PEOPLE editor)
- Keith Allan (Peter Castro, PEOPLE editor)
- Amie Farrell (Brenda)
- Tommy Snider (Jonah)
- Mando Alvarado (Kevin)
- Thomas L. Christensen (guy)
- Danielle Parker (young June)
- Lee Meriwether (Marjorie Meyers)

### Épisode 4:Thanksgiving selon Chloé
- Canada : 19 novembre 2012 sur Citytv
- États-Unis : 20 novembre 2012 sur ABC
- France : 4 janvier 2014 sur June
- Belgique : 23 octobre 2014 sur RTL TVI

- États-Unis : 2,99 millions de téléspectateurs[17]

- Michael Landes (Scott)
- Marin Hinkle (Karen)
- Jim Holdridge (Clarence)
- Rico Anderson (Reggie)
- Patrick Cox (Mike)
- Barry Ford (old man)
- Jill Basey (old woman)
- John O'Brien (Tom)
- Mary-Kathleen Gordon (neighbor)
- Luke Ganalon (homeless kid)
- Ronnie Clark (Wayne)

### Épisode 5:Le Job de rêve
- Canada : 3 décembre 2012 sur Citytv
- États-Unis : 4 décembre 2012 sur ABC
- France : 11 janvier 2014 sur June
- Belgique : 24 octobre 2014 sur RTL TVI

- États-Unis : 2,98 millions de téléspectateurs[18] (première diffusion)

- Dean Cain (lui-même)
- Missi Pyle (Angie Beckencort)
- Thomas Lennon (Trey)
- Jason Olive (en) (hot Trey)
- Bruce Davison (Mr. Sharpe)
- Eve Gordon (Connie Colburn)
- Peter Mackenzie (Donald Colburn)
- Jack Knight (old man)
- Troy Bishop (broker Douche)
- Joel J. Gelman (young man)
- Gayla Johnson (producer)
- Tessa Munro (Trey's wife)
- Shane Roney (Trey's son)

### Épisode 6:Mensonges de bars
- États-Unis : 11 décembre 2012 sur ABC
- Canada : 12 décembre 2012 sur Citytv
- France : 11 janvier 2014 sur June
- Belgique : 27 octobre 2014 sur RTL TVI

- États-Unis : 2,49 millions de téléspectateurs[19] (première diffusion)

- Dean Cain (Dean Cain)
- Karina Smirnoff (Karina Smirnoff)
- Eve Gordon (Connie Colburn)
- Peter MacKenzie (Donald Colburn)
- Shanti Lowry (Valentina)
- Rosalind Chao (Pasteur Jin)
- Jennie Pierson (Pepper)
- Billy Keane (Billy)
- Shane Nickerson (midwestern father)
- Aidan Lewis (young boy)
- Gayla Johnson (female crew member)
- Dominic Dierkes (Oscar)
- Kiplan Dooley (bartender)
- Jake Dogias (bar patron)

### Épisode 7:Un weekend de beuverie
- États-Unis : 18 décembre 2012 sur ABC
- Canada : 19 décembre 2012 sur Citytv
- France : 11 janvier 2014 sur June
- Belgique : 28 octobre 2014 sur RTL TVI

- États-Unis : 2,53 millions de téléspectateurs[20] (première diffusion)

- Nick Thune : Willoughby
- Olivia Taylor Dudley : Katarina

### Épisode 8:Ma Meilleure ennemie
- États-Unis /  Canada : 6 janvier 2013 sur ABC[21] / Citytv
- France : 11 janvier 2014 sur June
- Belgique : 29 octobre 2014 sur RTL TVI

- États-Unis : 2,21 millions de téléspectateurs[22]

- Angelique Cabral (Fox Paris)
- Tom Amandes (Mr. Harkin)
- Jennie Pierson (Pepper)
- Ben Zelevansky (Allen)
- Maurice Webster (Jason)
- Kasey Bell (Delivery Guy)
- Angela Matemotja (Yolanda)

### Épisode 9:Une future cougar
- États-Unis : 8 janvier 2013 sur ABC[24]
- Canada : 20 janvier 2013 sur Citytv
- France : 18 janvier 2014 sur June
- Belgique : 30 octobre 2014 sur RTL TVI

- États-Unis : 3,11 millions de téléspectateurs [25] (première diffusion)

- Davi Santos (Anthony Pizzoli)
- Wendy Schenker (Mrs. Pizzoli)
- Cocoa Brown (female neighbor)
- Lou Bonacki (old man neighbor)
- Andrew Chen (Tim)
- Katharine Brandt (angry girlfriend)
- Antal Trescott Kalik (guy)
- Jean St. James (old bar fly no. 1)
- Marcia Moran (old bar fly no. 2)
- Dawn Dail (old bar fly no. 3)
- Gay Storm (old bar fly no. 4)
- Tom Christensen (pear vendor)

### Épisode 10:Histoire de filles
- États-Unis /  Canada : 13 janvier 2013 sur ABC[24] / Citytv
- France : 18 janvier 2014 sur June
- Belgique : 31 octobre 2014 sur RTL TVI

- États-Unis : 1,76 million de téléspectateurs[26]

- Fiona Gubelmann (Stephanie)
- Gabrielle Jackson (mean girl no. 1)
- Salemah Gabriel (mean girl no. 2)
- Eve Gordon (Connie Colburn)
- Peter Mackenzie (Donald Colburn)
- Taylar Hollomon (Kim)
- Jessica Blair Herman (Ashley)
- Amanda Perez (Carmen)
- Billy Keane (bartender)
- Randa Walker (newscaster)
- Amir Talai (tour guide)
- Lavrenti Lopes (clerk)

### Épisode 11:James Van Der Beck présente
- États-Unis : 15 janvier 2013 sur ABC[24]
- Canada : date inconnue sur Citytv
- France : 18 janvier 2014 sur June
- Belgique : 3 novembre 2014 sur RTL TVI

- États-Unis : 2,73 millions de téléspectateurs [27] (première diffusion)

- Liza Lapira (Robin)
- Kyle Howard (Daniel)
- Matt Hobby (jost)
- Mary Grill (May)
- Remington Hoffman (handsome man no. 1)
- Daniel Capellaro (handsome man no. 2)
- Burt Grinstead (contestant)
- Rob O'Malley (drunk guy)
- Wesley Okerson (tall guy)
- David Windsor (man)
- James S. W. Lee (waiter)
- Gwen Van Dam (Great Aunt Agnes)
- Fred Ornstein (old man)
- Christopher Cho (police officer)
- Robert S. Martin III (nose whistle guy)
- Alexander Aquino (angry rainbow guy)
- Clint Brink (orange mouth guy)
- Tarah Page (stunt woman in bikini)
- Torrey Vogel (stunt man in speedo)

### Épisode 12:Sueurs Froides
- États-Unis /  Canada : non-diffusé
- France : 18 janvier 2014 sur June
- Belgique : 4 novembre 2014 sur RTL TVI

- Valeri Ross (Shonda)
- Kaliko Kauahi (Mrs. Nguyen)
- Patti Deutsch (dame âgée)
- Tom Amandes (Mr. Harkin)
- Sam Champion (lui-même)
- Michael Croner (Robert)
- Nora Kirkpatrick (Crissy)

### Épisode 13:La June de lundi
- États-Unis /  Canada : non-diffusé
- France : 25 janvier 2014 sur June
- Belgique : 5 novembre 2014 sur RTL TVI

### Épisode 14:Commando spécial soldes
- États-Unis /  Canada : non-diffusé
- France : 25 janvier 2014 sur June
- Belgique : 6 novembre 2014 sur RTL TVI

- Ben Lawson (Benjamin)
- Michael Stahl-David (Teddy)
- Annie Little (Faith)

### Épisode 15:L'assistant de mon agent
- États-Unis /  Canada : non-diffusé
- France : 25 janvier 2014 sur June

- Nicholas D'Agosto (Will)
- Joel Spence (Donnie Jarvis)
- Jonathan William Cruz (James Martinez)

### Épisode 16:Sept ans de Vacheries
- États-Unis /  Canada : non-diffusé
- France : 25 janvier 2014 sur June
- Belgique : 7 novembre 2014 sur RTL TVI

- Meg Steedle (Emily)

### Épisode 17:La bonne poire
- États-Unis /  Canada : non-diffusé
- France : 1er février 2014 sur June
- Belgique : 10 novembre 2014 sur RTL TVI

### Épisode 18:Occupé
- États-Unis /  Canada : non-diffusé
- France : 1er février 2014 sur June
- Belgique : 11 novembre 2014 sur RTL TVI

- Ben Lawson (Benjamin)
- Mamrie Hart (Theresa)

### Épisode 19:La toute première garce
- États-Unis /  Canada : non-diffusé
- France : 1er février 2014 sur June
- Belgique : 12 novembre 2014 sur RTL TVI

- Charo (Elle-même)
- Sarah Wright (Trish)
- Meagen Fay (Katherine)
- Ian Reed Kesler (Tommy Doyle)
- Richard Dean Anderson (Lui-même)

## Audiences aux États-Unis
| N° d'épisode | Titre original               | Titre français                  | Chaîne | Date de diffusion originale | USA (en millions de téléspectateurs) | Pdm sur les 18/49 ans |
| ------------ | ---------------------------- | ------------------------------- | ------ | --------------------------- | ------------------------------------ | --------------------- |
| 1            | A Reunion...                 | Le roi James                    | ABC    | 23 octobre 2012             | 4.20                                 | 1.7                   |
| 2            | Love and Monsters...         | La romance d'halloween          | ABC    | 30 octobre 2012             | 3.25                                 | 1.2                   |
| 3            | Sexy People...               | L'homme le plus sexy de l'année | ABC    | 13 novembre 2012            | 3.10                                 | 1.1                   |
| 4            | It's a Miracle...            | Thanksgiving selon Chloé        | ABC    | 20 novembre 2012            | 2.99                                 | 0.9                   |
| 5            | Whatever It Takes ...        | Le Job de rêve                  | ABC    | 4 décembre 2012             | 2.98                                 | 1.2                   |
| 6            | Bar Lies…                    | Mensonges de bars               | ABC    | 11 décembre 2012            | 2.49                                 | 1.0                   |
| 7            | A Weekend in the Hamptons... | Un weekend de beuverie          | ABC    | 18 décembre 2012            | 2.53                                 | 1.1                   |
| 8            | Paris ...                    | Ma Meilleure ennemie            | ABC    | 6 janvier 2013              | 2.21                                 | 0.9                   |
| 9            | The Scarlet Neighbor…        | Une future cougar               | ABC    | 8 janvier 2013              | 3.11                                 | 1.1                   |
| 10           | Mean Girls...                | Histoire de filles              | ABC    | 13 janvier 2013             | 1.76                                 | 0.8                   |
| 11           | Dating Games...              | James Van Der Beck présente     | ABC    | 15 janvier 2013             | 2.73                                 | 1.1                   |